# Бенедетто (герцог Шабле)
Бенедетто Марія Мауріціо Савойський (італ. Benedetto Maria Maurizio di Savoia; 21 червня 1741 — 4 січня 1808) — герцог Шабле, маркіз Іврі з 1796 року, принц Сардинського королівства з Савойської династії, син короля Сардинії Карла Еммануїла III та лотаринзької принцеси Єлизавети Терези.

## Біографія
Бенедетто народився 21 червня 1741 року в палаццо Венаріо в Турині. Він був третьою дитиною та другим сином в родині короля Сардинії та герцога Савої Карла Еммануїла III та його третьої дружини Єлизавети Терези Лотаринзької. Своє ім'я новонароджений отримав на честь Папи Римського Бенедетто XIV. Хлопчик мав старшого брата Карла Франческо та сестру Вітторію Маргариту. Матір померла за два тижні після його народження. Батько більше не одружувався.
Бенедетто на момент народження був третім у лінії успадкування сардинського трону після зведеного брата Віктора Амадея та рідного Карло Франческо. Після смерті останнього за чотири роки, він став другим і залишався ним до народження небожа Карла Еммануїла у 1751.
У 1753 батько виділив 12-річному сину, як власну резиденцію, палаццо Шаблезі, що було крилом королівського палацу в Турині.
1761-го французький абат Жером Рішар, подорожуючий через Турин, зустрінувшись із Бенедетто, описав його як юнака «із свіжим та скромним обличчям».
1763-го Карл Еммануїл III створив для сина герцогство Шабле, куди входили землі Куреджо, Трино, Децан, Крешентіно, Рива-прессо-К'єрі, Велл, Гемме, Полленцо, Тричерро, Ченталло. У 1764 Бенедетто також отримав у вотчину землі Альє із замком Канавезе.

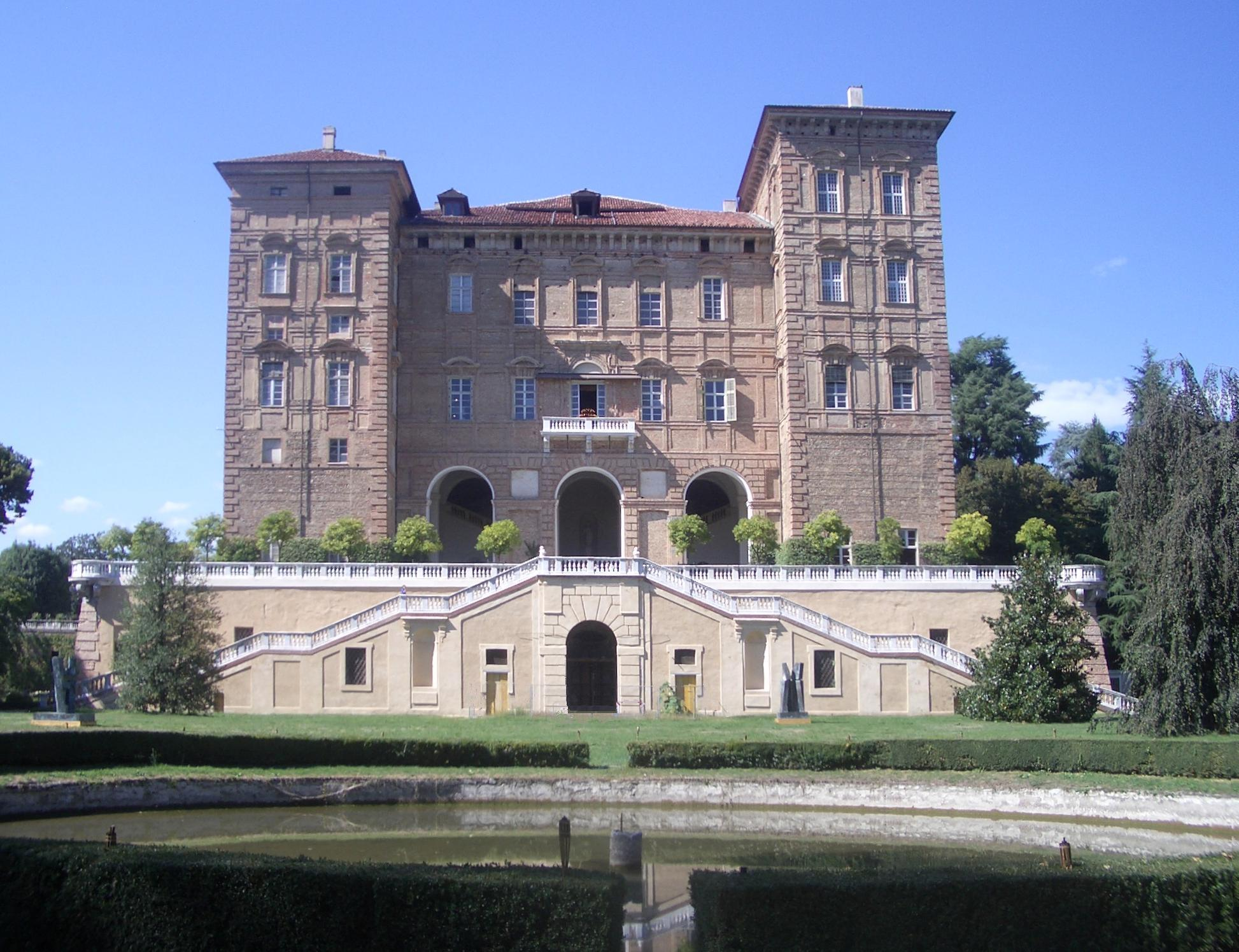
Замок в Альє

Його дядько Франц I висував ідею щодо шлюбу Бенедетто із своєю донькою Марією Крістіною. 1765-го Бенедетто вирушив до Іннсбрука, де мало відбутися весілля його кузена принца Леопольда з інфантою Марією Луїзою, щоб заразом обговорити ці наміри. Однак, за два тижні після церемонії імператор Франц I помер, а Марія Крістіна переконала матір дозволити їй вийти заміж по любові за Альбрехта Тешинського. Бенедетто була запропонована інша ерцгерцогиня, але та відрізнялася надто слабким здоров'ям. Герцог зрозумів натяк і повернувся на батьківщину.
Він узяв шлюб у віці 33 років із своєю небогою, донькою зведеного брата Віктора Амадея, 17-річною Марією Анною Савойською. Вінчання відбулося 19 березня 1775 в королівському палаці Турина. Дітей у них не було. Ймовірно, через близькі родинні зв'язки. Сам шлюб виявився щасливим і гармонійним. Офіційними резиденціями подружжя були палаци Шаблезе та Альє.
Принц був добрим вояком. Брав участь у битві при Лоано у листопаді 1795 під час війни першої коаліції.
У 1796  Віктор Амадей III створив для брата маркізат Іврі.
Помер герцог у Римі 4 січня 1808 року. Похований в базилиці Суперга в Турині. Його дружина прожила також 66 років. Похована поруч.

## Титули
- 21 червня 1741 — 4 січня 1808 — Його королівська високість герцог Шабле.